# Ралли Греции 1968
Ралли Греции 1968 года (официально Acropolis Rally 1968) - четвёртый этап чемпионата Европы по ралли, проходивший с 30 мая по 4 июня. Это 16-е Ралли Греции в истории. Этап проходил на гравийном покрытии. На старт вышло 56 экипажей и 21 из них финишировали.

## Результаты

### Турнирная таблица
| Место | Пилот                     | Штурман          | Автомобиль                 |
| ----- | ------------------------- | ---------------- | -------------------------- |
| 1     | Роджер Кларк              | Джим Портер      | Ford Escort Twin Cam       |
| 2     | Собеслав Засада           | Ежи Добржански   | Porsche 911 L              |
| 3     | Паули Тойвонен            | Мартти Колари    | Porsche 911 T              |
| 4     | Бенгт Содерстрём          | Гуннар Палм      | Ford Escort Twin Cam       |
| 5     | Рауно Аалтонен            | Генри Лиддон     | Mini Cooper S              |
| 6     | Харри Чельстрём           | Гуннар Хеггбом   | Lancia Fulvia 1.3 Coupé HF |
| 7     | Амилькар Баллестьери      | Дэвид Стоун      | Lancia Fulvia 1.3 Coupé HF |
| 8     | Пэт Мосс-Карлссон (англ.) | Элизабет Нюстрём | Lancia Fulvia 1.3 Coupé HF |
| 9     | Уве Андерссон             | Джон Дэвенпорт   | Ford Escort Twin Cam       |
| 10    | Брайан Калчет             | Майк Вуд         | Morris 1800                |

### Сходы
Неполный список
| Пилот         | Штурман    | Автомобиль    | Причина            |
| ------------- | ---------- | ------------- | ------------------ |
| Ханну Миккола | Ансси Ярви | Datsun 2000   | Тормоза            |
| Тимо Мякинен  | Пол Истер  | Mini Cooper S | Перегрев двигателя |